# Mugur Isărescu
Mugur Isărescu (f. 1. august 1949) er Rumæniens nationalbankdirektør siden 1990.
Han var premierminister i 1999-2000. Han begyndte forhandlingerne der ledte til Rumæniens tiltrædelse til EU. Han var også præsidentkandidat i 2000, men fik kun 9% af stemmerne.